# Adenoïd Hynkel
Adenoïd Hynkel est un personnage de fiction créé par Charlie Chaplin pour son film Le Dictateur en 1940.
Il s'agit d'une caricature d'Adolf Hitler, alors maître de l'Allemagne depuis sept ans. 
Chaplin se sert de la ressemblance entre son personnage Charlot (ici appelé « le barbier juif ») et le dictateur allemand pour dénoncer les abus du régime nazi et le danger que ce dernier fait peser sur la paix mondiale.

## Synopsis
Pendant la Première Guerre mondiale, Charlot, ici appelé « le barbier juif », perd connaissance lors d'une bataille. Devenu amnésique, il est interné dans une clinique avant de s'en échapper pour retourner en Tomanie reprendre son activité de barbier. Or, la Tomanie est à présent dirigée par Adenoïd Hynkel, un dictateur brutal, maniaque et sans scrupule qui voue une haine particulière à l'égard des juifs et rêve de renforcer sa puissance par de nouvelles conquêtes guerrières.
Fait prisonnier en raison de son appartenance à la communauté juive, le barbier s'évade et, après une suite d’événements rocambolesques, il se retrouve confondu avec Hynkel, avec qui il entretient une forte ressemblance physique. Ainsi, le dictateur est arrêté à sa place, tandis que Charlot, prenant la place de son sosie, décide de profiter de sa nouvelle position pour déclamer un long et mémorable discours appelant à la paix et à l'amour d'autrui.

## Ressemblances avec Adolf Hitler

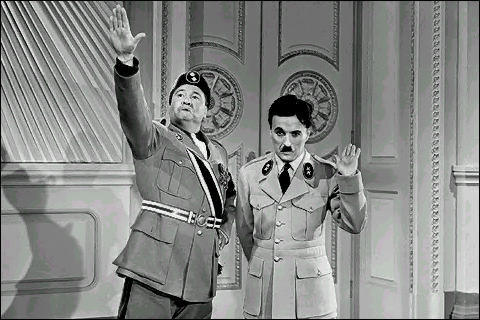
Adenoïd Hynkel (Charlie Chaplin) et Benzino Napoleoni (Jack Oakie).

Adenoïd Hynkel possède de nombreux points communs explicites avec son modèle Adolf Hitler, parmi lesquels le port d'une petite moustache, la haine des Juifs, la gestuelle martiale et le goût pour les longs discours enflammés. Il compte parmi ses alliés un autre dictateur nommé Benzino Napoleoni, référence évidente à Benito Mussolini et compte parmi ses ministres deux hommes nommés Garbitsch et Herring, ces patronymes rappelant Joseph Goebbels et Hermann Göring.
Si l'Allemagne et le nazisme ne sont jamais cités, tout comme le nom d'Hitler d'ailleurs, la ressemblance est là aussi frappante : la croix gammée est remplacée par une double croix tandis que la prononciation et les intonations du tomanien, langage fictif, rappellent très fortement celles de la langue allemande.
La référence au dictateur allemand par le biais du personnage d'Hynkel et à la situation internationale est si directe que le film, à sa sortie, se heurta à la gêne de l'opinion publique américaine, réticente à une entrée en guerre des États-Unis dans la Seconde Guerre mondiale et encore peu disposée à une critique aussi virulente de celui qui mène alors le conflit. Adolf Hitler lui-même, tout en censurant le film au sein du Reich, l'aurait visionné par deux fois lors de séances privées, mais Chaplin ne put jamais connaître l'opinion du principal intéressé quant à sa satire.

### Le nom
Le nom satirique reprend les véritables initiales du dictateur. Le prénom d'Adenoïd (adénoïde) est l'adjectif du nom adénome, signifiant "tumeur bénigne". Le nom de Hynkel peut être une allusion au Ministre du Reich à l'Éducation du peuple et à la Propagande, Hans Hinkel, responsable de l'aryanisation, qui devient étrangement, en 1942, directeur du service du cinéma.

## Postérité

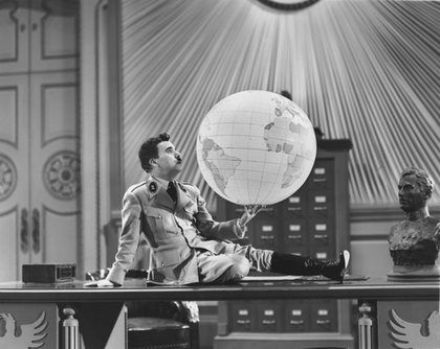
La « scène du globe » d'Hynkel.

Aujourd'hui élevé au rang de film culte pour ses qualités cinématographiques et son courage politique, Le Dictateur est reconnu comme l'une des œuvres les plus fameuses de Charlie Chaplin et son dernier grand chef-d’œuvre.
Le personnage d'Hynkel a lui-même accédé à la célébrité ; sa « scène du globe », lors de laquelle il joue avec un globe planétaire pour exprimer ses rêves de domination avant que celui-ci ne lui explose à la figure, est l'une des scènes les plus emblématiques de l'histoire du cinéma et a, à ce titre, fait l'objet de nombreux hommages et détournements.
Devenu une icône de la culture populaire, il apparaît dans le comic book La Ligue des gentlemen extraordinaires d'Alan Moore et Kevin O'Neill au côté de nombreux autres personnages fictifs.

## Pour aller plus loin